# Julian Rhind-Tutt
Julian Alistair Rhind-Tutt (West Drayton, 20 luglio 1967) è un attore britannico.

## Biografia
Ha frequentato la Central School of Speech and Drama di Londra.
Probabilmente più conosciuto per il ruolo del Dr. "Mac" McCartney nella commedia Green Wing. Apparve nel film Notting Hill con Julia Roberts e Hugh Grant.
Nel 2007 prende parte al film Stardust nel ruolo di Quartus.
È sposato con la truccatrice Nataša Zajc da cui ha avuto un figlio, Lucien.

## Filmografia parziale

### Cinema
- Piccolo grande amore, regia di Carlo Vanzina (1993)
- La pazzia di Re Giorgio (The Madness of King George), regia di Nicholas Hytner (1994)
- The Trench - La trincea (The Trench), regia di William Boyd (1999)
- Notting Hill, regia di Roger Michell (1999)
- Lara Croft: Tomb Raider, regia di Simon West (2001)
- Uccidere il re (To Kill a King), regia di Mike Barker (2003)
- The River King, regia di Nick Willing (2005)
- Stardust, regia di Matthew Vaughn (2007)
- Meant to Be - Un angelo al mio fianco (Meant to Be), regia di Paul Breuls (2010)
- Gambit - Una truffa a regola d'arte (Gambit), regia di Michael Hoffman (2012)
- Rush, regia di Ron Howard (2013)
- Lucy, regia di Luc Besson (2014)
- Bridget Jones's Baby, regia di Sharon Maguire (2016)
- Mia moglie è un fantasma (Blithe Spirit), regia di Edward Hall (2020)
- Napoleon, regia di Ridley Scott (2023)

### Televisione
- Screen One – serie TV, episodio 6x02 (1994)
- The Tribe, regia di Stephen Poliakoff – film TV (1998)
- Sword of Honour, regia di Bill Anderson – film TV (2001)
- Keen Eddie – serie TV, 13 episodi (2003-2004)
- Miss Marple (Agatha Christie's Marple) – serie TV, episodio 3x02 (2007)
- Green Wing – serie TV, 18 episodi (2004-2007)
- Le 7 vite del rock (Seven Ages of Rock) – documentario TV, 7 puntate (2007) – voce narrante
- Oliver Twist, regia di Coky Giedroyc – miniserie TV (2007)
- Merlin – serie TV, episodio 1x06 (2008)
- Poirot (Agatha Christie's Poirot) – serie TV, episodio 12x03 (2010)
- Inside No. 9 – serie TV, episodi 1x01-9x06 (2014-2024)
- Britannia – serie TV, 24 episodi (2018-2021)
- Harlots – serie TV, 14 episodi (2018-2019)
- The Witcher – serie TV, episodio 1x03 (2019)
- Man vs. Bee – serie TV, 4 episodi (2022)
- Tom Jones - Una storia d'amore (Tom Jones), regia di Georgia Parris – miniserie TV (2023)
- Sexy Beast – serie TV, 4 episodi (2024)
- Washington Black, regia di Wanuri Kahiu, Maurice Marable e Rob Seidenglanz – miniserie TV, puntate 1-2-8 (2025)

## Doppiatori italiani
Nelle versioni in italiano delle opere in cui ha recitato, Julian Rhind-Tutt è stato doppiato da:
- Alberto Bognanni in Keen Eddie, Tripla Identità, The River King
- Francesco Bulckaen in Britannia, The Witcher, Tom Jones - Una storia d'amore
- Stefano Benassi in Mia moglie è un fantasma
- Sandro Acerbo in Piccolo grande amore
- Alessandro Parise in Man vs. Bee
- Gianfranco Miranda in Napoleon
- Christian Iansante in Washington Black